# Phạm Quang Cử
Phạm Quang Cử là Trung tướng Công an nhân dân Việt Nam, giáo sư, tiến sĩ y khoa, Thầy thuốc nhân dân người Việt Nam, nguyên Cục trưởng Cục Y tế, Bộ Công an Việt Nam, nguyên Phó Tổng cục trưởng Tổng cục Hậu cần - Kỹ thuật, Bộ Công an Việt Nam, nguyên Giám đốc Bệnh viện 19-8, Bộ Công an.

## Tiểu sử
Phạm Quang Cử làm luận văn tiến sĩ y khoa nghiên cứu về vi khuẩn helicobacter pylori. Vi khuẩn này là một trong những tác nhân gây nên bệnh ung thư dạ dày.
Ông đã tham gia nghiên cứu 4 đề tài xuất sắc cấp Bộ liên quan đến loại vi khuẩn này. Từ năm 1986 đến năm 2010, ông đã tham giá 63 đề tài nghiên cứu khoa học, hướng dẫn 2 nghiên cứu sinh tiến sĩ.
Năm 2008, ông được Chủ tịch nước Việt Nam phong tặng danh hiệu Thầy thuốc nhân dân.
Ông từng là Giám đốc Bệnh viện 19-8, Bộ Công an.
Tháng 2 năm 2009, ông được bổ nhiệm làm Phó Tổng cục trưởng Tổng cục Hậu cần - Kỹ thuật, Bộ Công an Việt Nam.
Tháng 11 năm 2010, ông được phong chức danh giáo sư chuyên ngành Y học. Ông là người duy nhất trong lực lượng công an nhân dân được phong giáo sư chuyên ngành này trong năm 2010.
Từ tháng 11 năm 2010 đến tháng 8 năm 2014, Phạm Quang Cử là Thiếu tướng Công an nhân dân Việt Nam, Phó Tổng cục trưởng Tổng cục Hậu cần - Kỹ thuật, Bộ Công an Việt Nam.
Từ tháng 3 năm 2015 đến tháng 9 năm 2017, ông là Trung tướng Công an nhân dân Việt Nam, giáo sư, tiến sĩ, Phó Tổng cục trưởng Tổng cục Hậu cần - Kỹ thuật, Bộ Công an Việt Nam.
Năm 2018, ông giữ chức vụ Cục trưởng Cục Y tế, Bộ Công an Việt Nam.

## Phong tặng

### Lịch sử thụ phong quân hàm
- Thiếu tướng Công an nhân dân Việt Nam
- Trung tướng Công an nhân dân Việt Nam (2014/2015)

### Danh hiệu
- Thầy thuốc nhân dân (phong năm 2008)[1]

## Tác phẩm
- "Ứng dụng kỹ thuật gây từng đoạn trong nội soi đại tràng ống mềm"[1]